# نشر الأخبار
نشر الأخبار هي مسرحية كوميدية قصيرة من فصل واحد لليدي جريجوري (أوغاستا)، والتي كتبتها في ليلة افتتاح مسرح آبي في دبلن، 27 ديسمبر 1904. مُثِّلت كجزء من مشروع قانون ثلاثي جنبًا إلى جنب مع فيلم "أون بايلي ستراند" لوليام بتلر ييتس وإحياء فيلم "كاثلين ني هوليهان" التعاوني المشترك بين ييتس وجريجوري 1902. ربما غاب الجمهور عن مسرحية ييتس، لكن مسرحية "نشر الأخبار"  كانت ناجحةً  للغاية حيث عرضت في مسرح آبي حتى أواخر عام 1961. علقت ليدي جريجوري بعد مشاهدة الأداء المبكر للمسرحية أن "الجمهور سيضحك كثيرًا على" نشر الأخبار "لدرجة أنهم خسروا حوالي نصف الحوار. لا بد أنني لن أكون مسليًا مرة أخرى!.

## ملخص الحبكة
في قرية صغيرة في ريف إيرلندا، قاضٍ جديد (إنجليزي) يتفقد الأكشاك في المعرض المحلي، متوقعًا الأسوأ. بسبب ضعف سمع السيدة تاربي وحب القرويين للقيل والقال، ينمو سوء الفهم، مما يؤدي إلى توقيف كاذب عن جريمة قتل لم تحدث قط. تنتهي المسرحية بشكل مفاجئ وبقليل من الحلول. لقد تركنا نتساءل عما حدث. معظم الدعابة كانت ظرفية، بدلاً من اللعب باللغة. لأننا نعرف ما حدث بالفعل في البداية، فإن معظم المسرحية تستخدم السخرية الدرامية.

## الشخصيات الرئيسية
غالبية الشخصيات سطحية وغير محددة.  العديد منهم شخصيات وضعية، سلوكهم نمطي ويؤدي وجودهم فقط إلى تعزيز الحبكة.
- بارتلي فالون: شخص متشائم، مقتنع بأن الأشياء السيئة ستحدث له دائمًا.
- السيدة فالون: عدائية قليلاً، لكنها كانت داعمة لزوجها دائما،  إلى حين  ظهر إيحاء بأنه كان غير مخلص.
- جاك سميث: الضحية المفترضة، يملك شوكة القش.
- القاضي: أحمق شديد الحماس، يُعطى للافتراضات الجامحة ويذكر أيضًا ما هو بديهي.

## السمات
النميمة : تسخر جريجوري من الطريقة التي يسعد بها الناس لتصديق الأسوأ عن جيرانهم، ويميلون إلى عدم التفكير قبل التحدث. وتشير إلى الطرق التي تؤدي بها النميمة إلى التشويه وتؤدي إلى سوء الفهم وحتى العنف.
أمريكا: تفترض الشخصيات في المسرحية أن أمريكا مكان يذهب إليه الناس هربًا من الملاحقة القضائية، وهي نفسها مكان خطير: يقول بارتلي «أفكر في أنني إذا ذهبت إلى أمريكا فقد مضى وقت طويل على يوم موتي».

## السياق الاجتماعي والسياسي
نشر الاخبار هي مسرحية كوميدية تستغل الصور النمطية الإنجليزية والأيرلندية. كانت ليدي جريجوري عضوًا في الطبقات البروتستانتية العليا في أيرلندا، لكنها كانت متعاطفة مع القومية الأيرلندية وكانت مؤيدة قوية للثقافة والهوية الأيرلندية. في هذه المسرحية، تستنسخ بعناية الأسلوب العامي ولهجة الطبقة الدنيا للعاملين في منزلها في محاولة لتمثيل ثقافتهم بدقة، ومع ذلك فهي في نفس الوقت تعيد إنتاج قوالب نمطية مختلفة عن الشعب الأيرلندي.  كما أنها تُدرج الهجاء مقابل الطبقة الحاكمة الإنجليزية (التي كانت عضوًا فيها) في شخصية القاضي. يأتي القاضي إلى القرية منتظرًا أن يرتكب الناس جرائم: بطريقة ما، يفرض عليهم فكرته عن فسادهم، وهم يقبلونها ويعيشون بها. علي أي حال، لا توجد «أطراف» حقيقية في المسرحية.  ربما تمت كتابة «نشر الأخبار» لمساعدة الإيرلنديين والإنجليز على فهم بعضهم البعض من خلال جعلهم يرون عيوب بعضهم البعض.